# Asyneuma isauricum
Asyneuma isauricum är en klockväxtart som beskrevs av Contandr., Quézel och Pamukç. Asyneuma isauricum ingår i släktet Asyneuma och familjen klockväxter. Inga underarter finns listade i Catalogue of Life.